# Plopi (Cantemir)
Plopi è un comune della Moldavia situato nel distretto di Cantemir, di 1.668 abitanti al censimento del 2004.

## Località
Il comune è formato dall'insieme delle seguenti località: (popolazione 2004)
- Plopi (789 abitanti)
- Alexandrovca (87 abitanti)
- Hîrtop (450 abitanti)
- Taraclia (342 abitanti)